# فؤاد لحود
فؤاد لحود (1912-1987)، سياسي وعسكري لبناني وعضو أسبق في المجلس النيابي.

## العائلة والنشأة
ولد فؤاد لحود في 8 ديسمبر 1912 ببعبدات. لعبت عائلته، التي تنحدر من بني ضو ذوي الأصول الغسانية، دورا سياسيا هاما في البلدة فقد كان والده نسيب جرجس لحود رئيسا لأول مجالسها البلدية عام 1938. فيما برز على المستوى الوطني شقيقه الوزير سليم لحود (وابنه نسيب)  وعماه الوزيرين إميل وجميل لحود (والد الرئيس إميل لحود). درس في المدرسة الوطنية ببعبدات ثم في عينطورة، وفي 1931 تطوع في المدرسة الحربية بدمشق كتلميذ ضابط. 

## في الجيش
شارك فؤاد لحود كنقيب في الجيش اللبناني في حرب فلسطين عام 1948، وقد كان أحد أبطال معركة المالكية الثالثة التي انتصر فيها اللبنانيون بقيادة اللواء فؤاد شهاب على كتيبة البلماخ الصهيونية. رقي عام 1955 لرتبة عقيد وعين كمفتش للسلاح المدرع وفي عام 1958 تولى قيادة موقع مرجعيون في الجنوب.
في 1976 ألف كتاب «مأساة جيش لبنان» الذي تناول فيه معضلة القوات المسلحة اللبنانية في ظل حرب السنتين.

## في السياسة
انضم لحود إلى حزب الوطنيين الأحرار الذي أسسه الرئيس كميل شمعون منذ 1958. ترشح في 1970
في الانتخابات الفرعية في دائرة المتن لسد شغور أحد المقاعد المارونية بعد وفاة موريس الجميّل، إلا أنه انهزم أمام مرشح حزب الكتائب أمين الجميّل ب41% من الأصوات مقابل 54%. دخل المجلس النيابي بعد انتخابات 1972 بعد فوزه بأحد المقاعد المارونية الثلاثة في دائرة المتن على لائحة ضمت أمين الجميل وأوغست باخوس وأرا يروانيان وميشال المر. ترأس لجنة الدفاع الوطني طوال فترته النيابية كما كان عضوا في لجنة الأشغال. شارك في 23 اغسطس 1982 في المدرسة الحربية بالفياضية ككل النواب الموارنة (باستثناء ريمون إده) في جلسة الانتخابات الرئاسية التي اسفرت عن انتخاب بشير الجميّل رئيسا للبنان. وفي الجلستين التي عقدتا في 13 و14 يونيو 1983 لبحث اتفاقية 17 آيار مع إسرائيل كان أحد النواب ال65 المصوتين «مع» مقابل 2 ضد و3 ممتنع وغياب 19 نائبا.
توفي في 4 أكتوبر 1987 بعد صراع طويل مع المرض. خلفه عام 1991 ابنه شقيقه نسيب لحود لملأ شغور مقعده في المجلس النيابي.

## الأوسمة[3]
- وسام الجهاد
- وسام الاستحقاق
- ميدالية الاستحقاق
- ميدالية فلسطين التذكارية
- وسام الأرز الوطني برتبة فارس
- وشاح الأرز الوطني الأكبر (بعد وفاته)